# Kalabakan
Pour la ville, voir Kalabakan (ville).
Le fleuve Kalabakan (en malais : Sungai Kalabakan) est un cours d'eau de l'État de Sabah, en Malaisie. Situé sur l'île de Bornéo. 

## Géographie
Le bassin versant a une superficie de 1 230 km2[réf. nécessaire]. Le cours d'eau prend sa source dans le bassin de Maliau une région vallonnée située près de la frontière avec l'Indonésie puis  coule parallèlement à celle-ci jusqu'à son embouchure dans la baie de Cowie dans la Mer de Célèbes à l’extrême sud-est de Sabah. Sur son cours non loin de l'embouchure se trouve la petite ville de Kalabatan. 

## Affluents
Ses affluents sont sur la rive gauche les Mawing et Sungai, et sur la rive droite le Anjeranjemut.   